# Liste des cathédrales de Maurice
Cet article recense les cathédrales de Maurice.

## Liste
| Cathédrale               | Diocèse    | District   | Ville      | Coordonnées                      | Illustration             |
| ------------------------ | ---------- | ---------- | ---------- | -------------------------------- | ------------------------ |
| Cathédrale Saint-Louis   | Port-Louis | Port-Louis | Port-Louis | 20° 09′ 52″ sud, 57° 30′ 23″ est | Cathédrale Saint-Louis   |
| Cathédrale Saint-Gabriel | Rodrigues  | Rodrigues  | Rodrigues  | 19° 43′ 05″ sud, 63° 26′ 19″ est | Cathédrale Saint-Gabriel |